# Socratea
Genre
Classification APG III (2009)
Socratea est un genre de plantes de la famille des Arecaceae (les palmiers) que l'on trouve dans les régions tropicales d'Amérique centrale et Amérique du sud .

## Classification
- Famille des Arecaceae
  - Sous-famille des Arecoideae
    - Tribu des Iriarteeae

Ce genre partage sa tribu avec 4 autres genres :   Iriartella,  Dictyocaryum,  Iriartea ,  Wettinia .

## Liste d'espèces
Selon World Checklist of Selected Plant Families (WCSP) (5 avr. 2011) :
- Socratea exorrhiza (Mart.) H.Wendl. (1860) - Palmier à échasses ou Palmier marcheur
- Socratea hecatonandra (Dugand) R.Bernal (1986)
- Socratea montana R.Bernal & A.J.Hend. (1986)
- Socratea rostrata Burret (1940)
- Socratea salazarii H.E.Moore (1963)

Selon NCBI (5 avr. 2011) :
- Socratea exorrhiza